# Castelejo
Castelejo is een plaats (freguesia) in de Portugese gemeente Fundão en telt 824 inwoners (2001).